# Nils Dalberg
Nils Dalberg, född 1 april 1736 i Linköping, död 3 januari 1820 i Stockholm, var en svensk läkare.
Dalberg blev student vid Uppsala universitet 1752, medicine doktor 1763 och livmedikus hos dåvarande kronprinsen (Gustav III) 1768. Det inflytande han vann hos denne begagnade han sedermera, enligt eget påstående, till "det nästan alldeles försummade medicinalverkets upphjelpande". På grund av tvister med hovet och till sist en personlig brytning med kungen begärde och erhöll han 1781 avsked, men förordnades samtidigt till tjänstgörande bergsråd, med bibehållande av sin lön som livmedikus. Efter denna tid kallades han ej till hovet, förrän Gustav III låg på sin dödsbädd. År 1816 erhöll han på begäran avsked från bergsrådsämbetet. 
Dalberg invaldes 1773 som ledamot av Vetenskapsakademien och författade ett par uppsatser i dess "Handlingar". Han skrev även några minnesteckningar, i vilka Gustav III och hans hov skildras i de mörkaste färger. Av fruktan för undersökning förstörde han dock själv största delen av minnesanteckningarna. Han hade nämligen skrivit om kungen "perversioner", och att denne stått i otillbörligt förhållande till sina gunstlingar eller ej kunnat vara Gustav IV Adolfs far.